# Броненосные крейсера типа «Леон Гамбетта»
Броненосные крейсера типа «Леон Гамбетта» — тип крейсеров французского флота конца XIX века. Являлись развитием крейсеров типа «Глуар». Всего построено 3 корабля: «Леон Гамбетта» (Leon Gambetta), «Жюль Ферри» (Jule Ferry), «Виктор Гюго» (Victor Hugo). Дальнейшим развитием этих крейсеров стал «Жюль Мишле».

## История
В конце XIX века одним из основных преимуществ Франции в противостоянии на море с Великобританией был французский флот броненосных крейсеров. Созданные для океанского рейдерствования, французские крейсера имели мощную броневую защиту и хорошую мореходность при облегчённом вооружении, состоявшем в основном из скорострельных орудий.
Однако в начале XX века ситуация переменилась. Главный «сухопутный враг» Франции обзавёлся флотом и торговым, и военно-морским. Теперь были нужны уничтожители вражеских рейдеров. Новые германские крейсера типа «Принц Адальберт» по артиллерийской мощи превосходили тип «Глуар» и новые немецкие «города» были быстрее чем «Дюпле». Новые крейсера должны были быть сильнее панцирника и быстрее малого крейсера, для этого требовались быстрые крейсера с усиленным вооружением, поэтому проектное водоизмещение новых крейсеров было увеличено до 12 600 тонн. Унижение французов во время инцидента в Фашоде 1898 года, когда британцы вынудили их уйти из Судана и угроза войны с англичанами из-за судоходной части реки Нигер, заставили французов осознать, что они совершенно не готовы к этому. Новая стратегия получила название «флот для бедных»(фр. marine de pauvre) и вместо миноносцев делала ставку на броненосные крейсера. Поэтому состязания с Британией не отменяли — по своим характеристикам крейсера должны были быть сопоставимы с 14 300-тонными Дрейками. Новые броненосные крейсера должны быть пригодны к действиям, как в одиночку, так и в составе эскадры, при этом они не только должны были нарушать вражескую торговлю, но и защищать свою. То есть требовались не слабо вооружённые рейдеры, а корабли с довольно мощным вооружением. Для совместных действий вводилось требование — строить корабли сериями по три. При этом общее количество броненосных крейсеров планировали довести до 24.
Воплотить это в жизнь поручили Эмилю Бертену. Он усилил вооружение перейдя от одноорудийных башен к двухорудийным. Сами башни были улучшенного типа по сравнению с установленными на «Клебере».
Уже в ходе строительства этих кораблей, 8 апреля 1904 года было подписано англо-французское соглашение, положившее конец полувековому соперничеству.

## Проектирование и постройка
«Леон Гамбетта»
Заложен в январе 1901, спущен 26 ноября 1901, вошёл в строй в июле 1905 года. Назван в честь Леона Гамбетты (1838—1882 гг.) французского государственного деятеля, во время и после франко-прусской войны, против которой он выступал. 5 ноября 1871 года он основал журнал La République Française, который стал самым влиятельным во Франции, и сыграл важную роль в голосовании по французским конституционным законам 1875 года.
«Жюль Ферри»
Заложен в августе 1901, спущен 23 августа 1903, вошёл в строй в октябре 1905 года.
Назван в честь Жюль-Франсуа-Камиль Ферри (1832—1893), который был видным французским государственным деятелем и республиканцем. После военного поражения от Пруссии в 1870 году Ферри способствовал становлению Великой Французской колониальной империи, главным образом с целью экономической эксплуатации. Ферри руководил переговорами, которые привели к установлению французского протектората в Тунисе (1881 г.), подготовил договор об оккупации Мадагаскара (1885 г.), руководил исследованием Конго и региона Нигера, а также инициировал завоевание Аннама и Тонкин на территории, которая стала французским Индокитаем.
«Виктор Гюго»
Заложен в марте 1903, спущен 30 марта 1904, вошёл в строй в 1907 году.
Назван в честь Виктора-Мария Гюго (1802—1885 гг.) — французского поэта, прозаика и драматурга, выступавшего против прихода к власти Наполеона III и уехавшего в изгнание на Нормандские острова. Он вернулся на родину в 1870 году и был быстро избран в Национальное собрание и Сенат. За пределами Франции его наиболее известными произведениями являются романы «Нотр-Дам де Пари» («Горбун из Нотр-Дама») (1831) и «Отверженные» (1862). Как политик он проводил кампанию по вопросам социальной справедливости и отмены смертной казни. Гюго был похоронен в Пантеоне, и его портрет был изображен на французских банкнотах.

## Конструкция

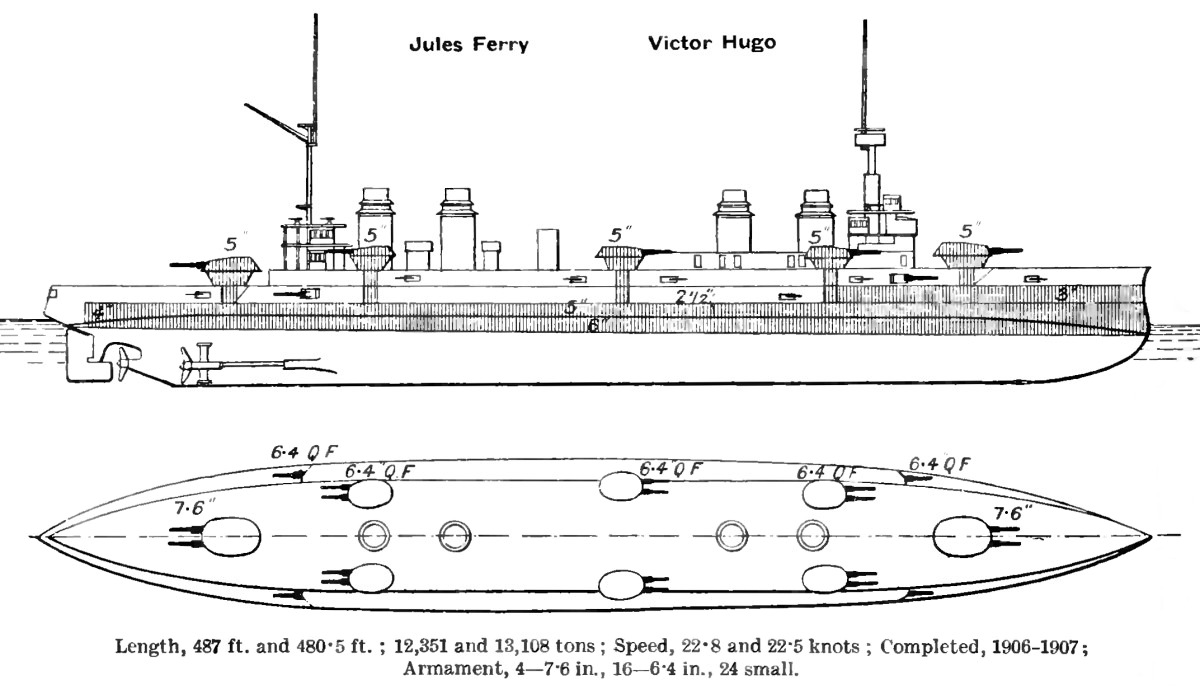
Броненосный крейсера типа «Леон Гамбетта». Схема бронирования и размещения вооружения.

Проектное водоизмещение 12 351 т, их фактическое нормальное водоизмещение составило от 11 959 до 13 108 т. Их длина составляла 148,35 метра, ширина — 21,4 метра, и осадка — 8,05-8,41 метра. По размерам они превосходили броненосные крейсера предыдущих серий. Третий корабль («Виктор Гюго») был немного длиннее — 149,07 метра и имел проектное водоизмещение 12 550 т. Их экипаж насчитывал 26 офицеров и 708 матросов или 30 офицеров и 749 матросов для флагмана.
Корабли этой серии имели длинный полубак, продолжавшийся от форштевня до кормовой башни главного калибра. Для улучшения мореходности, корпус имел плавный подъём к форштевню. Форштевень был без тарана. В носовой части корпуса располагалась прямоугольная надстройка, служившая основанием для мостика и массивной боевой мачты с закрытыми марсами. В корме имелась легкая сигнальная мачта, и навесная прожекторная платформа.
На крейсерах типа «Леон Гамбетта» имелось по четыре трубы, расположенные двумя группами по две. Как и предшествующие корабли, они оснащались множеством выступающих патрубков вентиляторов.

### Вооружение
Вооружение крейсеров типа «Леон Гамбетта» было значительно усилено, чтобы соответствовать их новым противникам — германским броненосным крейсерам. Их главный калибр был представлен четырьмя 194-миллиметровыми 40-калиберными орудиями образца 1896 года, установленными попарно в носовой и кормовой двухорудийных башнях. Носовая башня располагалась на баковой палубе, и могла вести огонь в любую погоду; кормовая башня была установлена несколько ниже, на верхней палубе, но благодаря высокому коническому барбету, башню заливало незначительно. Башенные установки крейсера имели необычную форму; барбеты их были коническими, направленными широкой стороной вверх. Это улучшало защиту барбетов, так как неприятельские снаряды ударяли в них под очень невыгодным для пробития углом. Башни имели электропривод, а орудия поднимались вручную.
Тяжёлые орудия стреляли 90 килограммовыми бронебойными и 89-кг полубронебойными снарядами с начальной скоростью 840 м/с. На каждое орудие приходилось 100 снарядов, скорострельность их составляла порядка двух выстрелов в минуту. С дальностью около 12 600 м при максимальном угле возвышения +15 градусов.
Это мощное вооружение дополнялось батареей из шестнадцати 164,7-мм 45-калиберных скорострельных орудий образца 1896 года. Двенадцать орудий было расположено попарно в шести двухорудийных башнях, по три с каждого борта на баковой палубе крейсера. При этом центральные башни выступали на спонсонах, что позволяло им вести погонный и ретирадный огонь. Ещё четыре 164-мм орудия были установлены в казематах; два носовых на верхней, и два кормовых на главной палубе. 164,7-мм орудие имело теоретическую скорострельность 3 выстрела в минуту, но на практике проблемы с загазованностью в двухорудиных башнях ограничивали скорость стрельбы башенных орудий до 2 выстрелов в минуту. Испытания типа Dupleix, на которых впервые была установлена спаренная башня, начались в марте (Dupleix), августе (Desaix) и сентябре (Kléber) 1902 года соответственно, после того как были заложены первые две «Гамбетты», поэтому спаренные башни для них были модернизированы перед установкой. Газы сгорания отводились через три щели в верхней части стенок башни с обеих сторон, но эта «естественная» вентиляция оказалась неспособной справиться с загазованностью в маленькой, тесной спаренной башне. Каждое из орудий в этих башнях было фактически ограничено до двух выстрелов в минуту, в то время как само орудие было способно сделать три выстрела в минуту, и именно это соображение послужило основанием для принятия на вооружение четырех одиночных башен вместо трёх двухорудиных для «Жюля Мишле» и «Эрнеста Ренана», заложенных в середине 1904 года. Четыре орудия в одиночных башнях, каждое со скорострельностью три выстрела в минуту (всего: 12 выстрелов в минуту), на практике будут эквивалентны шести орудиям в спаренных башнях, каждая из которых способна производить два выстрела в минуту, до того момента когда двухорудиные башни получили «принудительную» вентиляцию.
Противоминное вооружение состояло из двадцати четырёх 47-мм орудий Гочкисса, расположенных в небронированных казематах на верхней палубе и на крыше надстроек. Также имелись две автоматические 37-мм пушки Ма́ксима. Это вооружение уже считалось недостаточным для борьбы с крупными миноносцами, появившимися в начале 1900-х, но для действующего в океане броненосного крейсера вероятность встречи с миноносцем была сравнительно невелика. Скорее, по привычке, чем ради какой-то практической цели, крейсера несли по два 450-мм подводных траверсных торпедных аппарата, расположенных в центре корпуса, и пускавших торпеды перпендикулярно курсу.

### Броневая защита
Броневая защита крейсеров была тщательно продумана исходя из новых условий ведения войны на море. Традиционный для французов пояс по ватерлинии защищал борт от штевня до штевня; он был изготовлен из крупповской цементированной стали, более прочной чем гарвеевская броня. Высота пояса равнялась 3,5 метрам, из которых 1 метр находился ниже ватерлинии. Толщина пояса в центральной части достигала 150 миллиметров; к верхней кроме он утончался до 120 миллиметров, уменьшалась до 90 миллиметров в носу и 80 миллиметров на корме.
Как и другие французские броненосные крейсера, корабли типа «Леон Гамбетта» имели две броневые палубы, разделенные слоем из небольших герметичных отсеков, предназначенных для локализации повреждений. Нижняя броневая палуба имела толщину в 43 миллиметров; она имела скосы по краям, соединявшиеся с нижней кромкой броневого пояса. Верхняя броневая палуба имела толщину в 33 миллиметров, состояла из трёх 11 мм слоёв судостроительной стали, она была плоской и опиралась на верхние края броневого пояса.
Башни главного калибра были защищены 200 миллиметровой броней, их барбеты защищались 180 миллиметровыми плитами, крыши имели 50-мм толщину. Башни вспомогательного калибра были защищены 165 миллиметровыми и 130 миллиметровыми плитами; их барбеты защищались 103 миллиметровыми плитами. Казематы орудий вспомогательного калибра защищались 140 миллиметровой броней.

### Силовая установка
Крейсера типа «Леон Гамбетта» были трёхвальными. Их силовая установка состояла из трех вертикальных машин тройного расширения, проектной мощностью 27 500 л. с. и проектной скоростью 22,5 узла. Все три крейсера различались котельной группой; «Леон Гамбетта» нес двадцать восемь котлов Никлосса, «Виктор Гюго» двадцать восемь котлов Бельвилля, и «Жюль Ферри» двадцать котлов Дю Темпля. На испытаниях развили мощность 28 344—29 029 л. с. — скорость кораблей на мерной миле составила 22,3—23 узла. Дальность плавания на ходу 10 узлов составила 7500 морских миль (13 900 км). Запас угля: 1320 тонн - нормальный, 2100 - полный.

## Служба
Во время войны крейсера должны были прикрывать транспортные перевозки в Средиземном море. Этим они и занимались: сопровождали конвои и доставляли грузы.

## Оценка проекта
Крейсера типа «Леон Гамбетта» были значительным шагом вперед во французском кораблестроении. Все они отличались хорошей защищённостью и мореходностью, на момент постройки были одними из лучших в мире. Их вооружение, по сравнению с предшественниками, увеличилось вдвое. Благодаря применению двухорудийных башен, они несли более мощное вооружение чем любой из более ранних крейсеров, если бортовой залп «Жанны д’Арк» весил 417 кг при водоизмещении 11 270 т, то у «Леона Гамбетты» он составлял уже 760 кг при 12 260 т. Крейсера получили двухорудийные башни среднего калибра, новое техническое решение породило проблемы. С течением времени возникшие проблемы удалось решить, но на это потребовались годы, тем не менее они стали первыми крейсерами с двухорудиными башнями среднего калибра, орудия которых ни по точности, ни по скорострельности не уступали одноорудийным.
|                                 | «Девоншир»                                                    | «Глуар»                                               | «Сент-Луис»                    | «Дюк оф Эдинбург»                               | «Йорк»                                          | «Идзумо»                                          | «Баян»                                       | «Леон Гамбетта»                                 |
| ------------------------------- | ------------------------------------------------------------- | ----------------------------------------------------- | ------------------------------ | ----------------------------------------------- | ----------------------------------------------- | ------------------------------------------------- | -------------------------------------------- | ----------------------------------------------- |
| Год закладки                    | 1903                                                          | 1899                                                  | 1902                           | 1903                                            | 1903                                            | 1898                                              | 1900                                         | 1901                                            |
| Год ввода в строй               | 1905                                                          | 1903                                                  | 1905                           | 1906                                            | 1905                                            | 1900                                              | 1903                                         | 1905                                            |
| Водоизмещение нормальное, т     | 11 024                                                        | 9856                                                  | 9855                           | 12 790                                          | 9533                                            | 9906                                              | 7326                                         | 11 959                                          |
| Полное, т                       | 13 053                                                        | ?                                                     | 11 024                         | 14 189                                          | 10 266                                          | 10 305?                                           | 8238                                         | 13 108                                          |
| Мощность ПМ, л. с.              | 21 000                                                        | 21 800                                                | 21 000                         | 23 000                                          | 19 000                                          | 14 500                                            | 16 500                                       | 27 500                                          |
| Максимальная скорость, узл      | 22                                                            | 21,5                                                  | 22                             | 22,33                                           | 21                                              | 20,75                                             | 20,9                                         | 22,5                                            |
| Дальность, миль (на ходу, узл.) | ? (10)                                                        | 6500(10)                                              | 6000 (10)                      | 8130 (10)                                       | 4200 (12)                                       | 4900 (10)                                         | 3900 (10)                                    | 6500(10)                                        |
| Бронирование, мм                |                                                               |                                                       |                                |                                                 |                                                 |                                                   |                                              |                                                 |
| Тип                             | КС                                                            | ГС                                                    | КС, ГС                         | КС                                              | КС                                              | КС                                                | ГС                                           | КС                                              |
| Пояс                            | 152                                                           | 150                                                   | 102                            | 152                                             | 100                                             | 178                                               | 200                                          | 150                                             |
| Палуба (скосы)                  | 25 (32)                                                       | 55 (45)                                               | 25 (76)                        | 20—37                                           | 40 (50)                                         | 63 (63)                                           | 60                                           | 55—60 (65)                                      |
| Башни                           | 127                                                           | 170                                                   | -                              | 190                                             | 150                                             | 152                                               | 150                                          | 170                                             |
| Барбеты                         | 152                                                           | 140                                                   | -                              | 152                                             | 150                                             | 152                                               | 150                                          | 140                                             |
| Рубка                           | 305                                                           | 150                                                   | 127                            | 254                                             | 150                                             | 356                                               | 160                                          | 150                                             |
| Вооружение                      | 4×1×190-мм/45 6×1×152-мм/45 2×1×76,2-мм/40 18×1×47-мм/43 2 ТА | 2×194-мм/40 8×1×164-мм/45 6×100 мм 18×1×47-мм/43 2 ТА | 14×1×152-мм/50 18×1×76,2-мм/50 | 6×1×234-мм/46,7 10×152-мм/45 20×1×47-мм/43 3 ТА | 2×2×210-мм/40 10×1×150-мм/40 14×1×88-мм/30 4 ТА | 2×2×203-мм/40 14×1×152-мм/40 12×1×76,2-мм/40 5 ТА | 2×203-мм/45 8×1×152-мм/45 20×1×75-мм/50 2 ТА | 2×2×194-мм/40 16×1×164-мм/45 22×1×47-мм/43 4 ТА |